# Добриня (Підкарпатське воєводство)
Добриня (пол. Dobrynia) — село в Польщі, у гміні Дембовець Ясельського повіту Підкарпатського воєводства.
Населення — 525 осіб (2011).

## Демографія
Демографічна структура станом на 31 березня 2011 року:
|          | Загалом | Допрацездатний вік | Працездатний вік | Постпрацездатний вік |
| -------- | ------- | ------------------ | ---------------- | -------------------- |
| Чоловіки | 259     | 66                 | 168              | 25                   |
| Жінки    | 266     | 55                 | 145              | 66                   |
| Разом    | 525     | 121                | 313              | 91                   |